# 岩井慶光
岩井 慶光（いわい よしみつ、1918年2月6日 - 1983年11月2日）は、日本の英語学者。
名古屋生まれ。東海中学校卒、1940年早稲田大学文学部英文科卒、44年まで兵役で北支那などに転戦。岐阜県立恵那中学校、高等学校などの教諭、1957年鳥取大学講師、助教授、1961年愛知学院大学教養部助教授、66年教授。65歳で死去。
恵那中学校で亀井俊介を教えた。

## 著書
- 『冠詞の研究』篠崎書林 1951
- 『助動詞の研究』篠崎書林 1956
- 『リモコン式英語の語法クリニック Informantsはかく語る』弓書房 1982
- 『現代英語の語法学の展開 争点の語法・イディオム 上巻』大盛堂書房 1980
- 『争点の英文法』晃学出版 1981
- 『英語の語法ゼミナール Usage鶏肋集 ライブラリー式』弓書房 1984

共編著
- 『簡約・英文法・英作文 大学用 改訂第5版』共編著 弓書房 1983

### 翻訳
- G.H.ヴァリンズ『実践英文法 Question Box式』関書院 1960
- フレデリック・T.ウッド『現代英語におけるイディオムと正用法 Question Box』訳編 篠崎書林 1962

## 論文
- <岩井慶光